# Miguel Pereira
Miguel Pereira is een gemeente in de Braziliaanse deelstaat Rio de Janeiro. De gemeente telt 25.704 inwoners (schatting 2009).
De gemeente grenst aan Duque de Caxias, Engenheiro Paulo de Frontin, Japeri, Nova Iguaçu, Paracambi, Paty do Alferes, Petrópolis en Vassouras.